# Município de Dover (condado de Union, Ohio)
Localização do Ohio nos E.U.A.
O município de Dover (em inglês: Dover Township) é um município localizado no condado de Union no estado estadounidense de Ohio. No ano 2010 tinha uma população de 2158 habitantes e uma densidade populacional de 36,78 pessoas por km².

## Geografia
O município de Dover encontra-se localizado nas coordenadas 40° 15′ 50″ N, 83° 17′ 08″ O. Segundo a Departamento do Censo dos Estados Unidos, o município tem uma superfície total de 58.67 km², da qual 57,99 km² correspondem a terra firme e (1,15 %) 0,67 km² é água.

## Demografia
Segundo o censo de 2010, tinha 2158 pessoas residindo no município de Dover. A densidade populacional era de 36,78 hab./km².